# 丹銅
丹銅（たんどう）は、銅と亜鉛の合金だが、同じく銅と亜鉛からなる黄銅よりも亜鉛が少ない。
JISではC 2100 – C 2400がこれに相当する。Cu:Zn = 96:4 ～ 88:12 程度の銅合金である。赤っぽい色から丹銅の名称がある。
レッドブラス、ゴールドブラスとも言う。その組成は、レッドブラスは Cu:Zn = 90:10 程度、ゴールドブラスは 85:15 程度とされる（さらに亜鉛が増すとイエローブラスの 70:30 となる）。ただしレッドブラスはスズや鉛を含むこともある。
展延性・絞り加工性・耐蝕性に優れているので、建材・装身具・金管楽器などに用いられる。